# Jean-Yves Escoffier
Jean-Yves Escoffier   (6è arrondissement de Lió, 12 de juliol de 1950 - Los Angeles, 1 d'abril de 2003) va ser un fotògraf i cinematògraf francès, el qual va participar en l’àrea de la fotografia en més de 30 pel·lícules entre els anys 1973 i 2003.

## Biografia
Considerat un dels grans artistes de la cinematografia contemporània, va estudiar a l’ÉSNLL (Escola Superior Nacional Louis Lumière), una facultat de belles arts situada a Saint-Denis, França, i es va mudar als EUA durant la dècada dels 90.
Escoffier va treballar com a director de fotografia en diverses pel·lícules de Leos Carax, incloent Boy Meets Girl, Mauvais sang i Les Amants du Pont-Neuf, en diversos llargmetratges europeus i americans, com The Human Stain, Possession, Nurse Betty, The Cradle Will Rock, Rounders i Good Will Hunting, així com Harmony Korine's Gummo.

## Filmografia
Algunes de les pel·lícules en què hi ha intervingut Jean-Yves Escoffier
- 1975 : C'est dur pour tout le monde de Christian Gion (ajudant d'operador)
- 1975 : Hu-Man de Jérôme Laperrousaz (ajudant d'operador)
- 1977 : Le Château de sable (animació)
- 1978 : Passe montagne de Jean-François Stévenin (càmera)
- 1978 : Le Pion de Christian Gion (càmera)
- 1980 : Simone Barbès ou la vertu de Marie-Claude Treilhou
- 1981 : Overdon de Jean-Paul Janssen (càmera)
- 1982 : Ulysse d'[[Agnès Varda
- 1983 : La Fonte de Barlaeus, court métrage de Pierre-Henri Salfati (Director de fotografia)
- 1983 : Papy fait de la résistance]] de Jean-Marie Poiré (càmera)
- 1984 : Boy Meets Girl (film, 1984)|Boy Meets Girl de Leos Carax
- 1985 : Shoah de Claude Lanzmann (ajudant d'operador)
- 1985 : Trois hommes et un couffin de Coline Serreau
- 1986 : Mauvais Sang de Leos Carax
- 1991 : Les Amants du Pont-Neuf de Leos Carax
- 1994 : Une épouse trop parfaite (Dream Lover) de Nicholas Kazan
- 1995 : Un voyage amb Martin Scorsese à travers le cinéma américain (A Personal Journey with Martin Scorsese Through American Movies) de Martin Scorsese
- 1996 : The Crow, la cité des anges (The Crow: City of Angels) de Tim Pope amb Vincent Pérez
- 1997 : Gummo de Harmony Korine (Director de fotografia)
- 1997 : Excess Baggage de Marco Brambilla
- 1997 : Good Will Hunting de Gus Van Sant
- 1998 : Les Joueurs de John Dahl amb Matt Damon, John Malkovich, Edward Norton
- 2000 : Nurse Betty de Neil LaBute amb Morgan Freeman, Renée Zellweger i Chris Rock
- 2001 : 15 minutes de John Herzfeld amb Robert De Niro
- 2003 : La taca humana (The Human Stain) de Robert Benton